# Río Mañiguales
Río Mañiguales är ett vattendrag  i Chile.   Det ligger i regionen Región de Aisén, i den södra delen av landet, 1 300 km söder om huvudstaden Santiago de Chile.
I omgivningen kring  Río Mañiguales växer i huvudsak blandskog och området är  mycket glesbefolkat, med 3 invånare per kvadratkilometer.